# Арон Винтер
Арон Винтер (хол. Aron Winter; Парамарибо, 1. март 1967) је бивши холандски фудбалер. Од 2011. до 2012. био је тренер и директор ФК Торонто.

## Клупска каријера

### Ајакс
Пре него што је дошао у амстердамски Ајакс, Арон Винтер је играо у аматерским клубовима Уницум и СВ Лелyстад. Доласком у Ајакс, Винтер је сезону 1985/86. одиграо у Јонг Ајаксу, клубу Ајаксове омладинске школе.
За сениорски састав Винтер је дебитовао већ 6. априла 1986. против Утрехта ког је Ајакс победио са високих 3-0. Све до одласка из клуба 1992. и трансфера у римски Лацио, Винтер је са клубом освојио холандско првенство (1990), два домаћа купа (1987. и 1988) као и Куп победника купова (1987) и Куп УЕФА (1992).

### Лацио
Током његовог периода у Лацију, улога му је била да што боље замени чувеног Пола Гаскојна па је четири сезоне у клубу играо на позицији дефанзивног везног.

### Интер Милан
С миланским Интером Винтер је играо два финала Купа УЕФА. У првом финалу из 1997. питање победника се одлучивало извођењем једанаестераца. Винтер је промашио пенал и трофеј је освојио Шалке 04. У свом другом финалу које је играно већ следеће године, Винтер је са Интером постао нови освајач Купа УЕФА а то му је уједно и био трећи освојени европски трофеј.

### Повратак у Ајакс
Винтер се 1999. године вратио у Ајакс у ком је започео каријеру. Током сезоне 2001/02. био је на позајмици у Спарти Ротердам. Следећа сезона му је била последња јер се играчки пензионисао.

## Репрезентативна каријера
Винтер је имао веома успешну репрезентативну каријеру са Холандијом јер је са репрезентацијом наступао на чак четири европска првенства (1988, 1992, 1996 и 2000) и три светска првенства (1990, 1994 и 1998).
Највећи успех са репрезентацијом је остварио 1988. када је Холандија постала нови европски првак победивши у финалу Совјетски Савез. Од осталих већих резултата ту су и два полуфинала на европским првенствима 1992. и 2000. и четврто место на Светском првенству 1998. године.
Винтер је за репрезентацију наступио у укупно 84 утакмице и притом постигао шест погодака. Најзначајнији гол је постигао против Бразила у четвртфиналу Светског првенства 1994. године. По укупном броју наступа за Холандију, Винтер је тренутно на четрнаестом месту.

## Тренерска каријера
Прекидом играчке каријере, Винтер је као тренер преузео Ајаксову омладинску школу у којој је од 2005. до 2007. био помоћни тренер а од 2007. до 2009. главни тренер.
Винтер је 6. јануара 2011. потписао трогодишњи уговор са канадском МЛС екипом ФК Торонто. Као нови тренер, Винтер је запослио у клубу и двојицу бивших колега из Ајакса, Боба де Клерка као свог асистента и Пола Маринера као директора школе фудбала.
Након разочаравајућег отварања сезоне и пораза од 4-2 од Ванкувер вајткапса, Винтер као тренер већ следеће недеље на домаћем терену побеђује Портланд тимберсе са 2-0. Почетком јула 2011. Винтер је са Торонтом освојио и његов први трофеј као тренер – канадско првенство. То је био трећи клупски узастопни наслов па се самим тим клуб квалификовао за континенталну Лигу шампиона.